# ورزشگاه پوریای ولی تالش
ورزشگاه پوریای ولی تالش معروف به قلعهٔ عقاب‌ها یک ورزشگاه چند منظوره با قدمتی بیش از نیم قرن در شهر هشتپر شهرستان تالش می‌باشد. این ورزشگاه خانگی تیم چوکا تالش است.
این ورزشگاه در سال ۱۳۷۵ مورد بازسازی کلی قرار گرفته‌است.
این ورزشگاه در منطقه شیلو از نقاط شمالی شهر هشتپر، در بلوار شکردشت قرار دارد. تعدادی از هیئت‌های ورزشی شهرستان تالش در حریم این مجموعه ورزشی بعداً بنا شده‌است.
فصل لیگ آزادگان ۱۳۷۷ استادیوم پوریای ولی تالش میزبان سبز قباهای چوکا بود. کوچ از انزلی و بازگشت به خانه خوش‌یمن بود. در فصلی رؤیایی با ۱۱ پیروزی و کسب ۴۰ امتیاز به مقام ششم جدول ۱۶ تیمی دست یافتند. آن‌ها در خانه بدون باخت بسیار خوب ظاهر شدند و پرسپولیس را در تالش ۳–۱ شکست دادند و با استقلال به تساوی ۱–۱ رسیدند و استادیوم خانگی چوکا از آن سال به قلعه عقاب‌ها <(لقب گذاری توسط پیمان، مهدی و فریبرز امیرشریفی) معروف شد. 
رتبه ششم نام چوکا و قلعه عقاب‌ها را بر سر زبان‌ها انداخت.
تیم چوکا در تاریخ ۳۱ شهریور سال ۱۳۹۹ با برد یک بر هیچ در مقابل تیم شهرداری بندر عباس به لیگ یک سعود کرد. 
این بازی با سرمربی گری فرشاد پیوس و مربی گری پوریا شوریده انجام شد. 
در تمامی مسابقات تیم چوکای تالش، استادیوم پوریای ولی شهر تالش(مشهور به:قلعه عقاب ها) مملو از تماشاگران و هواداران تالشی چوکا حتی از شهر های اطراف است.
سرمربی کنونی تیم چوکا اسطوره سال های نه چندان دور فوتبال ایران فرشاد پیوس می باشد.

## امکانات

### گنجایش
گنجایش این ورزشگاه بیش از ده هزار نفر است و سکوهای این ورزشگاه در قسمت های شرقی و غربی واقع شده اند.

### روکش چمن
ورزشگاه پوریای ولی تالش با روکش چمن مصنوعی است.

### امکانات رفاهی، تشریفاتی
- جایگاه ویژه برای مسئولین
- رختکن‌های میهمان و میزبان
- اتاق ویژه داوران
- اتاق تست دوپینگ
- دو دستگاه آب‌سردکن مجهز به سیستم تصفیه آب ویژه تماشاگران
- دو مجموعه سرویس‌های بهداشتی شامل بر ۶ چشمه دستشویی ویژه تماشاگران